# Selektivität (Chemie)
Selektivität beschreibt in der Chemie das Phänomen, dass bei einer Reaktion von mehreren möglichen Reaktionsprodukten bevorzugt eines gebildet wird. Die Selektivität lässt sich über die Reaktionsbedingungen – Temperatur, Druck, Konzentrationen von Reaktanden und Hilfsstoffen (etwa Katalysatoren, Elektrolyte), Ionenstärke, Stöchiometrie, Lösungsmittel, Licht, elektrochemisches Potential, Reaktionsdauer – beeinflussen.

## Formale Definition
Die Selektivität S gibt an, welcher Anteil des insgesamt umgesetzten Ausgangsstoffes i unter Berücksichtigung der Stöchiometrie in das gewünschte Zielprodukt k umgesetzt wurde. Sie lässt sich auch als Quotient von Ausbeute Y und Umsatz X beschreiben:
{\displaystyle {\begin{aligned}S&={\frac {{\text{gebildete Menge}}(k)}{{\text{umgesetzte Menge}}(i)}}\\&={\frac {n_{k}-n_{k,0}}{n_{i}-n_{i,0}}}\cdot {\frac {\nu _{i}}{\nu _{k}}}\\&={\frac {n_{k}-n_{k,0}}{n_{i,0}-n_{i}}}\cdot {\frac {|\nu _{i}|}{\nu _{k}}}\\&={\frac {Y_{k}}{X_{i}}}\end{aligned}}}
Dabei sind ν die stöchiometrischen Zahlen der jeweiligen Stoffe, wobei νi negativ ist.
Die Selektivität ist eine Grundgröße in der chemischen Reaktionstechnik und hat großen Einfluss auf die Ökonomie einer technischen Reaktion.

## Regioselektivität
Bei einer regioselektiven Reaktion werden bestimmte Regionen eines Moleküls bevorzugt angegriffen. Beispielsweise läuft die elektrophile Zweitsubstitution an Aromaten regioselektiv ab. Elektronenspendende Erstsubstituenten bewirken eine bevorzugte Zweitsubstitution in ortho- und para-Stellung, während elektronenziehende Erstsubstituenten eine Zweitsubstitution in meta-Stellung induzieren.

## Chemoselektivität
Umsetzungen, bei denen das Reagenz im Substrat genau eine Art von mehreren möglichen Transformationen bewirkt, werden als chemoselektiv bezeichnet. Beispielsweise kann ein Reduktionsmittel in einem Edukt, das mehrere Carbonylgruppen enthält, bevorzugt eine bestimmte Gruppe reduzieren, während die übrigen Carbonylgruppen nicht reduziert werden. So lässt sich mit Natriumborhydrid eine Ketogruppe chemoselektiv reduzieren, ohne dass eine Estergruppe angegriffen wird.

Heterogene Katalyse: Hydrierung eines Alkins verläuft cis-Selektiv.

## cis-/trans-Selektivität (E-/Z-Selektivität)
Wenn bei der Synthese eines Alkens das cis-Alken bevorzugt gebildet wird spricht man von einer cis-selektiven Reaktion. Ein Beispiel für eine solche Reaktion ist die heterogen katalysierte Hydrierung von 2-Butin zu cis-2-Buten. Die homogene katalysierte Hydrierung von 2-Butin führt selektiv zu trans-2-Buten. Die Wittig-Reaktion von Aldehyden oder unsymmetrischen Ketonen kann bevorzugt zu cis-Alkenen führen.

## Stereoselektivität
Bei stereoselektiven Reaktionen wird von zwei oder mehr möglichen Stereoisomeren jeweils eines bevorzugt gegenüber den anderen gebildet oder umgesetzt.
Diastereoselektivität
Bei diastereoselektiven Reaktionen wird ein Diastereomer von zwei oder mehr möglichen Diastereomeren bevorzugt gebildet. Beispielsweise kann die Reduktion (mit achiralen Reduktionsmitteln) der Carbonylgruppe eines chiralen unsymmetrischen Ketons (Edukt) diastereoselektiv zu einem der beiden möglichen sekundären Alkohole führen. Wenn dabei das als Edukt eingesetzte chirale unsymmetrische Keton enantiomerenrein ist, entsteht in der Regel bevorzugt ein enantiomerer sekundärer Alkohol. Ist das Edukt jedoch ein Racemat, entsteht unter den gleichen Reaktionsbedingungen mit der gleichen Diastereoselektivität ein racemischer sekundärer Alkohol.
Die Diels-Alder-Reaktion läuft diastereoselektiv ab. Meist ist die Bildung des endo-Produktes gegenüber dem exo-Produkt bevorzugt. Auch bei der [4+2]-Cycloaddition von zwei Molekülen Cyclopentadien ist die Bildung des endo-Dicyclopentadiens bevorzugt.
Enantioselektivität
Bei enantioselektiven Synthesen wird aus einem prochiralen Edukt eines der möglichen beiden Enantiomere bevorzugt gebildet. Bei der Reduktion der Carbonylgruppe eines chiralen unsymmetrischen Ketons (Edukt) mit enantiomerenreinen Reduktionsmitteln oder in Gegenwart geeigneter enantiomerenreiner Katalysatoren kann enantioselektiv einer der beiden möglichen sekundären Alkohole bevorzugt gebildet werden. Die beiden möglichen Reaktionsübergangszustände sind dabei diastereomer zueinander.

## Thermodynamisches und kinetisches Produkt
Ein Sonderfall sind Gleichgewichtsreaktionen, bei denen eines der Produkte kinetisch und das andere thermodynamisch bevorzugt ist. Die Bildung des kinetischen Produktes erfordert dabei eine niedrigere Aktivierungsenergie und verläuft deshalb schneller, während das thermodynamische Produkt einen niedrigeren Energieinhalt aufweist und deshalb insgesamt stabiler ist. In solchen Fällen lässt sich die Selektivität häufig über die Temperatur steuern: Bei niedrigeren Temperaturen kann nur die Aktivierungsenergie des kinetischen Produktes aufgebracht werden, sodass bevorzugt dieses entsteht. Bei höheren Temperaturen werden dagegen beide Aktivierungsenergien erreicht, sodass die Stabilität des Produktes selbst den Ausschlag gibt – es wird bevorzugt das thermodynamische Produkt gebildet.